# Stor krusmossa
Stor krusmossa (Weissia rutilans) är en bladmossart som beskrevs av Lindberg 1863. Stor krusmossa ingår i släktet krusmossor, och familjen Pottiaceae. Enligt den svenska rödlistan är arten nära hotad i Sverige. Arten förekommer i Götaland, Gotland och Svealand. Artens livsmiljö är jordbrukslandskap. Inga underarter finns listade i Catalogue of Life.